# Kerbal Space Program

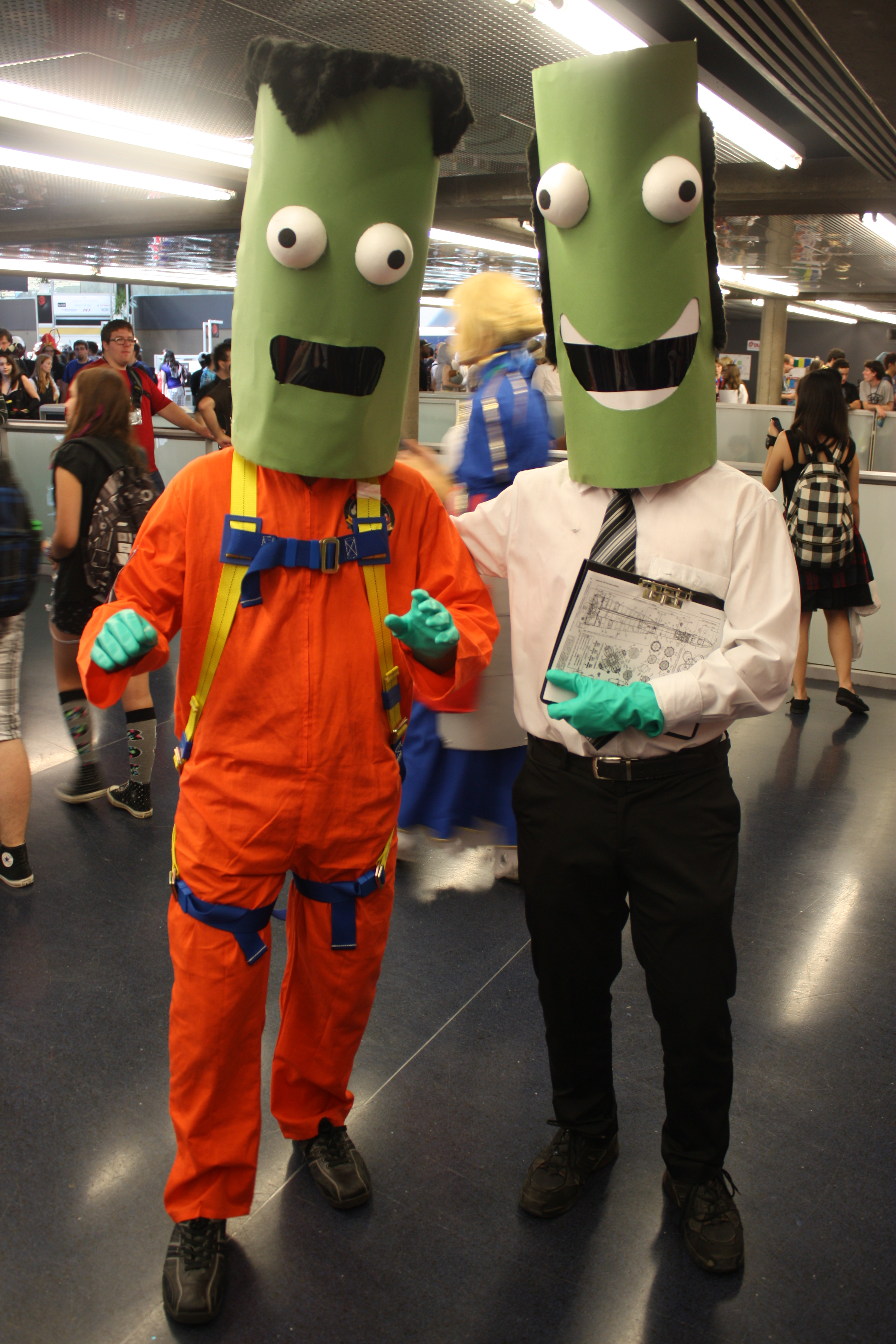
Cosplayers verkleed als kerbals tijdens Otakuthon 2014 in Montreal.

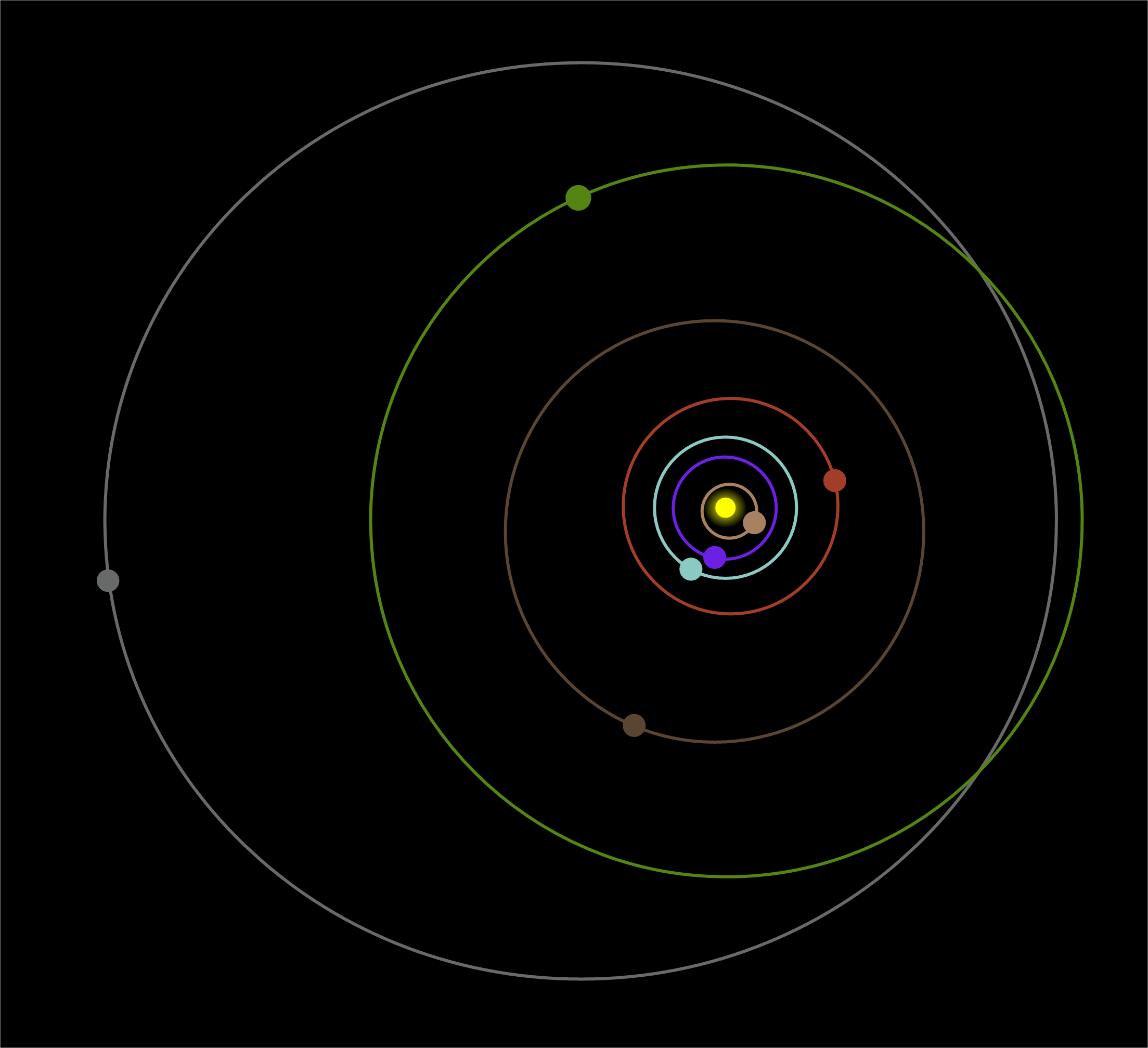
Het planetenstelsel in Kerbal Space Program; Moho (lichtbruin), Eve (paars), Kerbin (turkoois), Duna (oranje), Dres (bruin), Jool (groen) en Eeloo (grijs)

Kerbal Space Program (KSP) is een ruimtevaartsimulatiegame. De game is ontwikkeld door het Mexicaanse marketingbedrijf Squad en wordt uitgegeven door de Amerikaanse distributeur Private Division. Kerbal Space Program was in eerste instantie beschikbaar voor Windows, macOS en Linux. In januari 2018 verscheen de Enhanced Edition waarmee de game tevens beschikbaar kwam voor de PlayStation 4 en Xbox One.
De game speelt zich af op de fictieve planeet Kerbin die bewoond wordt door kerbals, groene humanoïde wezens. Het doel van de game is om een ruimtevaartprogramma op te zetten en het planetenstelsel te verkennen door vliegtuigen en ruimtevaartuigen te bouwen. De hemellichamen en hun banen in het stelsel zijn gemodelleerd naar die in het zonnestelsel. De speler kan kiezen uit verschillende modi om de game te spelen waaronder sandbox, waarin de speler direct alle middelen kan gebruiken en vrij kan spelen.
Op 19 augustus 2019 werd het vervolg aangekondigd, Kerbal Space Program 2. Deze sequel is uitgebracht op 24 februari 2023.

## Geschiedenis
Bedenker Felipe Falanghe speelde als kind met vuurwerk en maakte er ruimtevaartuigen van. Hij maakte poppetjes van tinfolie en noemde ze kerbals. Tijdens een interview met GamesBeat in 2013 gaf hij aan dat daarmee de basis was gelegd voor wat later een ruimtevaartsimulatiegame zou worden.
Squad werd in 2009 opgericht als een marketingbedrijf. Het bedrijf ontwikkelt technologie om interactieve projecties te maken en zet deze in voor marketingdoeleinden. Falanghe werd in 2010 aangenomen als 3D-modeler. Net zoals alle werknemers van Squad kreeg ook hij de kans om zijn "droomproject" te pitchen voor Adrian Goya en Ezequiel Ayarza, de oprichters van het bedrijf. Toen Falanghe wegens werkdruk op het punt stond om ontslag te nemen, werd hem de mogelijkheid geboden om zijn project te ontwikkelen. Na het afronden van zijn reguliere werkzaamheden begon Falanghe in januari 2011 aan Kerbal Space Program.
Volgens Falanghe's blog Kerbal Space Dev werd de game voor het eerst gecompileerd op 17 januari 2011. Versie 0.0 gold als een prototype om de haalbaarheid van het project te testen. Deze eerste versie bevatte statische waarden om een raket te laten opstijgen, een plat vlak als grond en voor de lucht werd een standaard weergave van de engine Unity gebruikt.
In maart 2013 werd de game toegevoegd aan het distributieplatform Steam. Kerbal Space Program werd aangeboden in de vorm van early access wat inhoudt dat de game al werd verkocht tijdens de ontwikkeling, dus voordat het officieel werd uitgebracht. Het werd een groot succes. Kerbal Space Program werd op 26 januari 2015, vlak voor de release, door Steven Bogos van Escapist Magazine een "poster child for a successful Early Access game" genoemd. De stabiele versie verscheen op 27 april 2015. Het was de eerste versie van de game waarin de speler een vrouwelijke ruimtevaarder kon kiezen. De eerste vrouwelijke kerbanaut Valentina Kerman is vernoemd naar Valentina Teresjkova, de eerste vrouw in de ruimte. In een blogbericht van 21 mei 2015 op Gamasutra schreef art lead Dan R. Paulsen dat het enige maanden duurde om vrouwelijke karakters te creëren: "The design production of the Kerbal girls has been a process of several months of work, of gathering feedback, brainstorming ideas and talk to the guys inside the team and special members of our community."
Op 31 mei 2017 kondigde de Amerikaanse distributeur Take-Two Interactive aan dat het de rechten van Kerbal Space Program had overgenomen van Squad. Squad bleef de game ontwikkelen, maar de distributie werd ondergebracht bij Take-Two's dochteronderneming Private Division.

## Updates en uitbreidingen

### Making History
In maart 2018 werd Making History uitgebracht, een uitbreiding waarmee de game werd uitgebreid met onderdelen voor raketten en landers die gebaseerd zijn op verschillende projecten van de Amerikaanse en Russische ruimtvaartprogramma's. Tevens bevat de uitbreiding een leveleditor en nieuwe lanceersites.

### Breaking Ground
De uitbreiding Breaking Ground verscheen in mei 2019 voor de pc en in december dat jaar voor de PlayStation 4 en Xbox One. Hiermee werden onderdelen toegevoegd waarmee helikopters, propellervliegtuigen en robots gebouwd kunnen worden. Daarmee samenhangend bevat de uitbreiding de mogelijkheid om wetenschappelijke experimenten uit te voeren aan de oppervlakte en in de atmosfeer van planeten en manen.

### Shared Horizons
Op 1 juli 2020 werd Shared Horizons uitgebracht. De update is het gevolg van een samenwerking tussen de ontwikkelaars van de game en de ESA. Met Shared Horizons werden de (onderdelen voor het bouwen van de) Ariane 5-raket, de ruimtemissie BepiColombo en de sonde Rosetta aan de game toegevoegd. Spelers kregen tevens de beschikking over extra onderdelen voor raketten, extra experimenten en grafische toevoegingen zoals ruimtepakken en ESA-vlaggen. In tegenstelling tot de eerdere uitbreidingen, die betaalde dlc's zijn, is Shared Horizons een gratis update.

## Muziek
Edu Castillo was verantwoordelijk voor het sounddesign en de muziek. Falanghe heeft de titelmuziek geschreven die werd uitgevoerd door Victor Machado. Machado heeft daarnaast aanvullende muziek geschreven.
Muziek die te horen is tijdens het spelen van de game is van de hand van Kevin MacLeod, een componist en producer die veel werk heeft vrijgegeven onder een vrije licentie. Op zijn website Incompetech heeft hij alle liederen van zijn hand die gebruikt worden in Kerbal Space Program aangeboden als soundtrack.
| Titel               | Duur | Lied |
| ------------------- | ---- | ---- |
| Arcadia             | 1:37 |      |
| Bathed in the light | 2:46 |      |
| Brittle rille       | 3:49 |      |
| Dreamy flashback    | 2:06 |      |
| Frost waltz         | 2:15 |      |
| Frozen star         | 3:41 |      |
| Groove grove        | 3:25 |      |
| Impact lento        | 3:30 |      |
| Sneaky adventure    | 1:13 |      |
| Wizardtorium        | 3:27 |      |

## Belang en invloed
Kerbal Space Program maakt gebruik van een realistisch model om banen rond hemellichamen te simuleren. Mede hierdoor kon de game rekenen op een enthousiast onthaal uit wetenschappelijke en didactische hoek. De ruimtevaartorganisaties ESA en NASA hebben officiële erkenning gegeven aan Kerbal Space Program. Verschillende personen uit het vakgebied hebben tijdens interviews of via social media hun steun voor de game betuigd door let's play-video's te maken of Kerbal Space Program tot hun favoriete game te rekenen. Youtubers die video's maken over ruimtevaart zoals John Galloway (van NASASpaceFlight.com en Kerbal Space Academy), Tim Dodd en Scott Manley, gebruiken Kerbal Space Program om wetenschap en technologie te simuleren en uit te leggen.
Op 19 mei 2022 werd een pluche pop van Jebediah Kerman, een van de originele kerbals, gelanceerd met Boeing Starliners verder onbemande vlucht Boe-OFT 2. 24,5 uur later werd de capsule gekoppeld aan het internationale ruimtestation ISS.

## Vervolg
Op 19 augustus 2019 werd tijdens de computerbeurs Gamescom 2019 het vervolg aangekondigd, Kerbal Space Program 2, waarvan de verwachting werd uitgesproken dat het uitgebracht zou worden in 2020. Op 20 mei 2020 maakte de ontwikkelaar bekend dat de game wegens de coronapandemie uitgesteld werd tot de herfst van 2021.